# Elección al Senado de los Estados Unidos en Ohio de 2024
Las elecciones al Senado de los Estados Unidos de 2024 en Ohio se llevaron a cabo el 5 de noviembre de 2024 para elegir a un miembro del Senado de los Estados Unidos por el estado de Ohio. El actual senador demócrata de tres mandatos, Sherrod Brown, se postula para la reelección para un cuarto mandato en el cargo. Brown es uno de los tres senadores demócratas para la reelección en los estados que ganó Donald Trump tanto en 2016 como en 2020, junto con los senadores Joe Manchin de Virginia Occidental y Jon Tester de Montana. La reelección de Brown se considera esencial para las posibilidades de los demócratas de retener la mayoría en el Senado en 2024.
Se espera que la carrera sea muy competitiva, ya que Brown es generalmente popular entre los habitantes de Ohio, pero el estado ha tendido hacia los republicanos en los últimos años: Ohio votó por el expresidente Donald Trump en las elecciones presidenciales de 2016 y 2020 y eligió al republicano J. D. Vance sobre el demócrata Tim Ryan para ocupar el puesto vacante que dejó vacante el republicano retirado Rob Portman en las elecciones de 2022, Bernie Moreno ganó estas elecciones desbancando a Brown con el 50.09% de los votos.